# Eduardo Saragó
Eduardo Saragó (ur. 11 stycznia 1982 w Caracas) – wenezuelski trener piłkarski.

## Kariera trenerska
Karierę szkoleniowca rozpoczął w 2008 roku. Trenował kluby Deportivo Petare, Deportivo Lara i Caracas FC.